# جامعة الأعمال والتكنولوجيا
جامعة الأعمال والتكنولوجيا؛ (بالإنجليزية: University of Business and Technology UBT)‏ هي جامعة أهلية سعودية تأسست عام 2000، كانت الجامعة في البداية تحت مسمى معهد إدارة الأعمال ثم تحولت في عام 2003 إلى كلية إدارة الأعمال، وفي عام 2012 أصبحت جامعة تضم اربع كليات وهي كلية إدارة الأعمال (CBA) وكلية الهندسة (CE) وكلية جدة للإعلان (JCA) وكلية القانون (CL) بالإضافة إلى معهد اللغة الإنجليزية.

## تاريخ الجامعة
في البداية تأسس معهد إدارة الأعمال (بالإنجليزية: Institute of Business Administration IBA) في سنة 2000 قبل أن تصبح جامعة وكان المعهد يقدم برامج تعليمية في أربع تخصصات مثل إدارة نظم المعلومات والإدارة والتسويق والمحاسبة والمالية جميعها بدرجة دبلوم. وفي عام 2003 تحول المعهد إلى كلية في المقر الجديد في شارع صاري وأصبح ما يعرف بكلية إدارة الأعمال. وفي عام 2006 تم افتتاح فرع الجامعة في منطقة ابحر الشمالية. وبعد ذلك وفي عام 2013 تم افتتاح كليات الهندسة الإعلان والقانون واعلانها كجامعة تتكون من 4 كليات. وفي عام 2022 دشن مستشار خادم الحرمين أمير مكة المكرمة الأمير خالد الفيصل بن عبد العزيز آل سعود، مبنى جامعة الأعمال والتكنولوجيا الجديد (مبنى الكورنيش) الذي يقع على مساحة تفوق 40 ألف متر مربع.

## كليات الجامعة
الجامعة تضم العديد من كليات متخصصة، مثل كلية إدارة الأعمال، وكلية الهندسة، وكلية الإعلان، وكلية القانون. تقدم برامج بدرجة البكالوريوس وبرامج للدراسات العليا.

### برامج درجة البكالوريوس

#### كلية إدارة الأعمال (CBA)
- المحاسبة
- التمويل
- التسويق
- تحليل الأعمال ونظم المعلومات الإدارية
- إدارة الموارد البشرية
- إدارة امدادات الأعمال
- إدارة التجزئة
- التأمين وادارة المخاطر
- الإدارة الرياضية
- إدارة الضيافة والسياحة

#### كلية الهندسة (CE)
- الهندسة الصناعية
- الهندسة المدنية
- الهندسة الكهربائية
- الهندسة الميكانيكية
- هندسة البرمجيات
- الهندسة المعمارية
- هندسة السلامة

#### كلية جدة للإعلان (JCA)
- اتصالات الإعلان
- ادارة الإعلان
- التصميم الابتكاري للإعلان

#### كلية القانون (CL)
- القانون
- القانون الخاص

### برامج الدراسات العليا
- ماجستير في العلوم
- ماجستير في الإدارة الهندسية
- ماجستير في إدارة الأعمال

## الاعتمادات والتصنيفات
- وزارة التعليم

الجامعة هي إحدى الجامعات المعتمدة من قبل وزارة التعليم في المملكة العربية السعودية.
- هيئة تقويم التعليم والتدريب

حصلت الجامعة على الاعتماد المؤسسي الكامل من المركز الوطني للتقويم والاعتماد الأكاديمي للفترة بين 2024 و2031 للمرة الثالثة على التوالي. هذا الاعتماد يأتي ضمن إطار التزام الجامعة بتطبيق المعايير الوطنية للجودة المعتمدة من قبل هيئة تقويم التعليم والتدريب في المملكة العربية السعودية بالإضافة إلى ذلك، حصلت العديد من التخصصات في الجامعة على الاعتماد البرامجي من المركز.
- تصنيف كيو إس

وفقًا لنظام تصنيف "QS Stars" لعام 2024، حصلت جامعة الأعمال والتكنولوجيا على تصنيف 5 نجوم مؤسسيًا، مما يعكس تميزها في عدة مجالات. تم منح الجامعة أيضًا تصنيف 5 نجوم في الفئات التالية: التدريس، توظيف الخريجين، الاندماج الدولي، المرافق الجامعية والبنية التحتية، والشمولية. إضافة إلى ذلك، قفزت الجامعة 60 مرتبة منذ أول تصنيف لها في تصنيف "QS" لأفضل الجامعات العربية، حيث استقر تصنيفها لعام 2025 في المرتبة 67 من إجمالي 246 جامعة عربية.

## العضويات
- اتحاد الجامعات العربية[9]
- الاتحاد الدولي للجامعات[10]
- مرصد IREG للترتيب الأكاديمي والتميز[11]
- جمعية تطوير كليات إدارة الأعمال أي أي سي أس بي[12]
- المؤسسة الأوروبية للتنمية الإدارية[13]
- The Principles of Responsible Management Education[14]
- Association of MBAs[15]

## الحرم الجامعي
- فرع أبحر الشمالية

يقع في منطقة أبحر الشمالية، شمال مدينة جدة وعلى بعد 35 كيلومتراً من وسطها. يشمل الحرم الجامعي كلية إدارة الأعمال، كلية الهندسة، كلية الإعلان، وكلية القانون، بالإضافة إلى مبنى الإدارة العامة، ومبنى اللغة الإنجليزية، والمكتبة المركزية. كما يحتوي الحرم على سكن للطلاب وأعضاء هيئة التدريس، ومسجد، وصالة للألعاب، ونادٍ رياضي، وملعب لكرة القدم.
- فرع الكورنيش

يقع في منطقة الكورنيش، ويضم كليات مثل كلية إدارة الأعمال، وكلية الإعلان، وكلية الهندسة، وكلية القانون، بالإضافة إلى مرافق متطورة تشمل قاعات دراسية حديثة، مختبرات علمية، ومراكز للبحث والتدريب. كما يحتوي الفرع على مرافق إضافية تشمل قاعة مؤتمرات، ومكتبة، ونادٍ رياضي، وملعب لكرة السلة.

## وصلة خارجية
- الموقع الرسمي لجامعة الأعمال والتكنولوجيا